# Konstantin Volkov
Konstantin Jur'evič Volkov (in russo Константин Юрьевич Волков?; 28 febbraio 1960) è un ex astista sovietico.

## Palmarès

### Olimpiadi
- 1 medaglia:
  - 1 argento (Mosca 1980)

### Mondiali
- 1 medaglia:
  - 1 argento (Helsinki 1983)

### Europei indoor
- 3 medaglie:
  - 1 oro (Sindelfingen 1980)
  - 2 argenti (Vienna 1979; Milano 1982)

### Universiadi
- 2 medaglie:
  - 2 ori (Bucarest 1981; Edmonton 1983)